# Torsiestijfheid
Torsiestijfheid is de weerstand van een as tegen hoekverdraaiing. Als men op een as een draaimoment of koppel aanbrengt, zal deze as verdraaien.
De mate van verdraaiing wordt opgegeven in [Nm/rad]. Zolang de materiaalspanning onder de elasticiteitsgrens blijft en er geen sprake van demping is, zal er geen blijvende vervorming optreden en is het getal een constante voor een bepaalde as. 
Als er wel sprake is van demping, zoals bij een askoppeling met rubberelementen, wordt de torsiestijfheid vaak weergegeven in een grafiek. Hoekverdraaiing versus impulsmoment.
De term wordt ook gebruikt bij personenauto's. Als één wiel meer belast wordt dan de andere wielen, zal de vering dat gedeeltelijk compenseren, maar ook de carrosserie zal torderen. Een torsiestijve carrosserie zal weinig torderen. De torsiestijfheid is geheel afhankelijk van het ontwerp. Cabrio's hebben vaak een geringere stijfheid dan gesloten auto's.